# San Andrés Dinicuiti
San Andrés Dinicuiti är en kommunhuvudort i Mexiko.   Den ligger i kommunen San Andrés Dinicuiti och delstaten Oaxaca, i den sydöstra delen av landet, 240 km sydost om huvudstaden Mexico City. San Andrés Dinicuiti ligger 1 686 meter över havet och antalet invånare är 2 114.
Terrängen runt San Andrés Dinicuiti är kuperad. Runt San Andrés Dinicuiti är det ganska tätbefolkat, med 54 invånare per kvadratkilometer. Närmaste större samhälle är Ciudad de Huajuapan de León, 14,4 km norr om San Andrés Dinicuiti. I omgivningarna runt San Andrés Dinicuiti växer huvudsakligen savannskog.